# Jan "Flash" Nilsson
Jan "Flash" Nilsson eller Janne "Flash" Nilsson, född 15 december 1960 i Karlstad, är en tidigare aktiv svensk racerförare. Jan "Flash" Nilsson äger racingstallet Flash Engineering.

## Biografi

### Gokart/F3
Janne "Flash" Nilsson började som de flesta racerförare med karting, innan han gick vidare till Formel 3. Första stora framgången kom 1989 när han blev SM-mästare i Formel 3. Efter det fortsatte han karriären utanför Sverige och körde i Japan, Mexiko och USA.

### Clio Cup
1992 tog Janne "Flash" Nilsson steget tillbaka till Skandinavien och började tävla i Renault Clio Cup. Första året resulterade i andra plats i mästerskapet följt av seger året efter. "Flash" fortsatte i Renault-mästerskapen och tog brons i Renault Spider Eurocup 1996.

### STCC

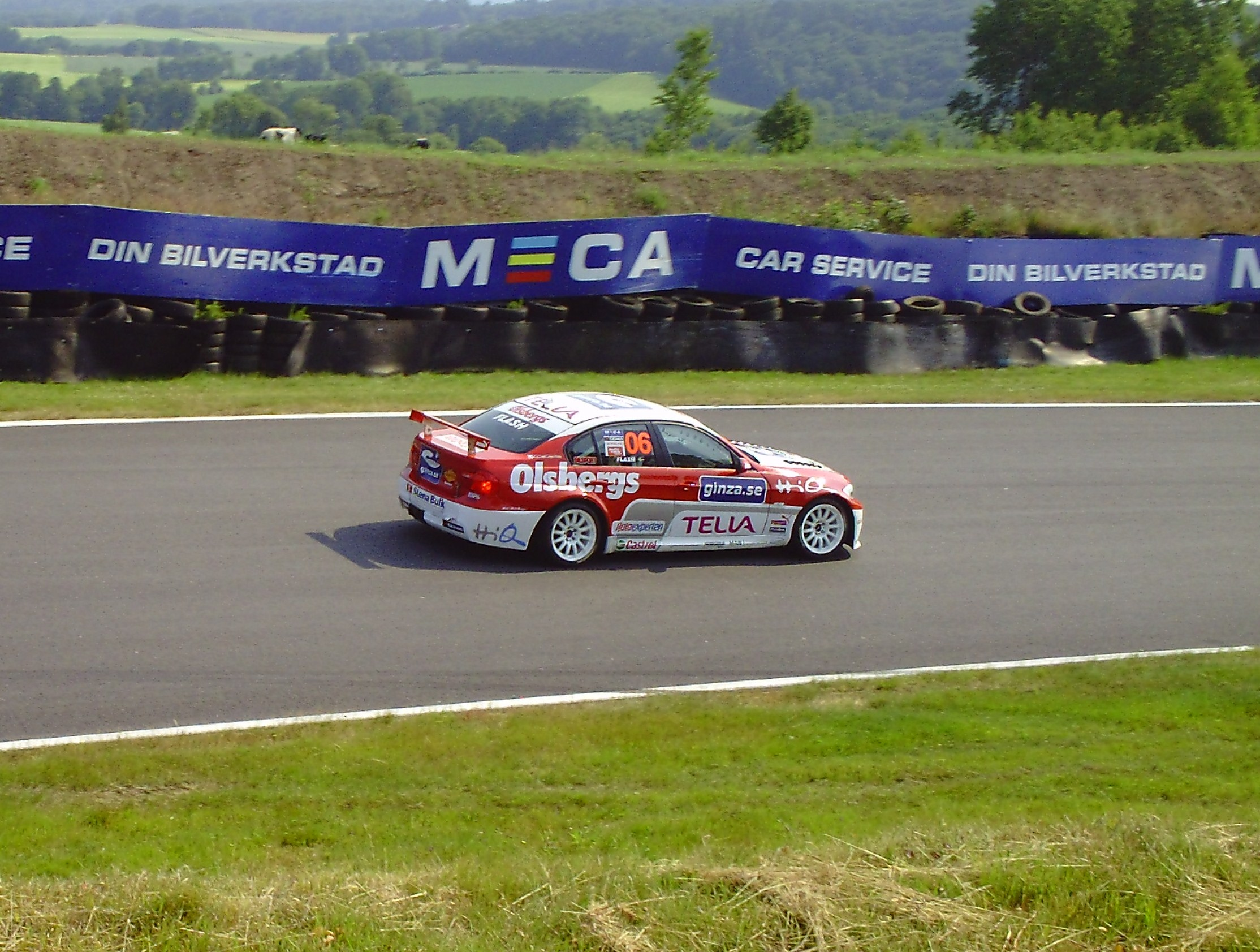
Jan "Flash" Nilsson i Swedish Touring Car Championship på Falkenbergs Motorbana 2010.

Jan "Flash" Nilsson startade i Swedish Touring Car Championship 1996. Han skrev kontrakt med Volvo och vann de två första säsongerna, 1996 och 1997 i en Volvo 850. 1998 bytte han till modellen S40 och slutade tvåa i mästerskapet. Under 1997 och 1998 deltog han i den legendariska tävlingen Bathurst 1000 i Australien. År 1997 tävlade han där med Cameron McLean och slutade på femte plats. År 1998 tävlade han med Tim Harvey, men förarduon fick dessvärre bryta när engelsmannen kraschade kraftigt i slutskedet av tävlingen. År 1998 deltog han också i Macau Guia där han slutade femma efter att ha fått ett drive-through-straff, då en mekaniker hade fällt ut en backspegel när det inte var tillåtet att arbeta med bilarna.
STCC-säsongerna 1999 och 2000 gick det sämre resultatmässigt och han slutade femma respektive sexa i mästerskapet, efter bland annat en svår krasch under säsongen 1999 på Scandinavian Raceway där han skadade ryggen svårt.
Röster väcktes efter de säsongerna att han inte hade farten för att vara med i toppen. Men säsongerna 2001 till 2003 radade han upp flera segrar och tog tre SM-silvermedaljer på rad. 2004 var sista året med Volvo, efter säsongen sålde han stallet och bröt kontakterna med Volvo.
2005 tävlade "Flash" både i STCC och Porsche Carrera Cup Scandinavia. I STCC körde han en BMW 320i E46 och slutade nia medan han kom trea i Carrera Cup. 2005 tog Nilssons stall Flash Engineering även över den administrativa driften av Carrera Cup.
2006 tog stallet ett stort steg upp och knöt till sig sponsorer som Posten, Olsbergs, Veidec och Kamasa Tools. Då drev stallet totalt fyra bilar: Två i Swedish Touring Car Championship för "Flash" och nya stallkollegan Richard Göransson, en bil för Fredrik Ros i Carrera Cup samt en bil i Junior Touring Car Championship för Martin Öhlin.
Under 2007 började "Flash" få upp farten i BMW:n och slutade femma i mästerskapet efter att ha plockat tre pallplatser. Säsongen 2008 slutade med en sjätteplats i mästerskapet.
Säsongen 2009 blev Jan "Flash" Nilssons bästa på många år då han plockade två segrar och fem pallplatser.
Under 2010 tog "Flash" ytterligare en seger, men i övrigt var han inblandad i många incidenter och slutplaceringen blev inte bättre än en niondeplats. 2011 var sista säsongen för "Flash" i STCC där han slutade på åttonde plats. Året efter körde han Swedish GT tillsammans med prins Carl Philip, hans sista kompletta säsong i racing.

### I populärkulturen
Den animerade disneyfilmen Bilar 2 gjordes i nationella versioner för några länder, och karaktären Jeff Gorvette (spelad av, och baserad på, den amerikanska Nascar-föraren Jeff Gordon) byttes ut mot en karaktär som var etablerad lokalt. I den svenska versionen blev karaktären en blå bil med tre kronor i gult på motorhuven som hette Flash och till vilken Jan "Flash" Nilsson gjorde rösten.

## Karriär
- 2012: 3:a Swedish GT, BMW M3, Flash Engineering
- 2011: 8:a Scandinavian Touring Car Championship, BMW 320si, Flash Engineering
- 2010: 9:a Swedish Touring Car Championship, BMW 320si, Flash Engineering
- 2009: 6:a Swedish Touring Car Championship, BMW 320si, Flash Engineering
- 2008: 6:a Swedish Touring Car Championship, BMW 320si, Flash Engineering
- 2007: 5:a Swedish Touring Car Championship, BMW 320si, Flash Engineering
- 2006: 9:a Swedish Touring Car Championship, BMW 320si, Flash Engineering
- 2005: 9:a Swedish Touring Car Championship, BMW 320i, Elgh Motorsport/Flash Engineering
- 2005: 3:a Carrera Cup Scandinavia, Porsche 911 GT3 996, Podium Racing Team Porsche Sweden
- 2005: 11:a Carrera Cup Tyskland-finalen, Porsche 911 GT3 996, Podium Racing Team Porsche Sweden
- 2004: 5:a Swedish Touring Car Championship, Volvo S60, Flash Engineering
- 2003: 2:a Swedish Touring Car Championship, Volvo S60, Flash Engineering
- 2002: 2:a Swedish Touring Car Championship, Volvo S40, Flash Engineering
- 2001: 2:a Swedish Touring Car Championship, Volvo S40, Flash Engineering
- 2000: 6:a Swedish Touring Car Championship, Volvo S40, Flash Engineering
- 1999: 5:a Swedish Touring Car Championship, Volvo S40, Jan Nilsson Racing AB
- 1998: 2:a Swedish Touring Car Championship, Volvo S40, Jan Nilsson Racing AB
- 1998: 5:a Macau Guia, Volvo S40, Jan Nilsson Racing AB
- 1998: DNF AMP Bathurst 1000, Volvo S40, TWR Volvo Dealer Racing
- 1997: 1:a Swedish Touring Car Championship, Volvo 850, Jan Nilsson Racing AB
- 1997: 5:a AMP Bathurst 1000, Volvo 850, Australia Volvo Racing
- 1996: 1:a Swedish Touring Car Championship, Volvo 850, Jan Nilsson Racing AB
- 1996: 3:a Renault Spider Eurocup, Renault Spider, Harlow Motorsport GB
- 1995: 4:a Renault Clio Eurocup, Renault Clio, Jan Nilsson Racing AB
- 1994: 4:a Renault Clio Eurocup, Renault Clio, Jan Nilsson Racing AB
- 1993: 1:a Renault Clio Nordic Cup, Renault Clio, Jan Nilsson Racing AB
- 1992: 2:a Renault Clio Nordic Cup, Renault Clio, Jan Nilsson Racing AB
- 1991: Formel 3, Mexico & USA
- 1991: Formel Opel Lotus, Cristal Racing GB England
- 1989: 1:a Formel 3 SM, G-Son Racing
- 1989: 2:a Formel 3, Malaysia, G-Son Racing
- 1989: DNF Formel 3, Macau Grand Prix, G-son Racing
- 1988: Formel Ford JSM, Bäckstrand Racing
- 1987: Formel Ford, Jan Nilsson Racing AB
- 1986: Formel Ford, Jan Nilsson Racing AB
- 1984: 2:a Formel Ford SM, Jan Nilsson Racing AB
- 1983: Formel Ford, Jan Nilsson Racing AB
- 1982: Formel Ford, Jan Nilsson Racing AB